# 예룬 크라베
예룬 크라베(네덜란드어: Jeroen Krabbé, 1944년 12월 5일 - )는 네덜란드의 영화 배우, 연출가이다.
1998년 제48회 베를린국제영화제 블루엔젤상 등을 수상하였다. 영화 스틸 어 펜슬 포 미, 스너프 무비에서 주연을 디스커버리 오브 헤븐에서 연출을 맡았다.

## 출연 작품
- 리틀 킹
- 도망자
- 응징자
- 해커즈